# Vedano al Lambro
Vedano al Lambro (lombardul: Vedàn al Lambar) település Olaszországban, Lombardia régióban, Monza e Brianza megyében. Lakosainak száma 7477 fő (2023. január 1.). Vedano al Lambro Biassono, Lissone és Monza községekkel határos.

## Népesség
A település lakossága az elmúlt években az alábbi módon változott:
| Lakosok száma | 7538 | 7609 | 7606 | 7477 |
|               | 2013 | 2017 | 2018 | 2023 |